# Farol das Conchas
Der Farol das Conchas ist ein Leuchtturm (portugiesisch Farol) in Brasilien. Er steht auf der Ilha do Mel, einer Insel im Bundesstaat Paraná. Er bezeichnet die Einfahrt in die Bucht und den Hafen von Paranaguá.

## Beschreibung

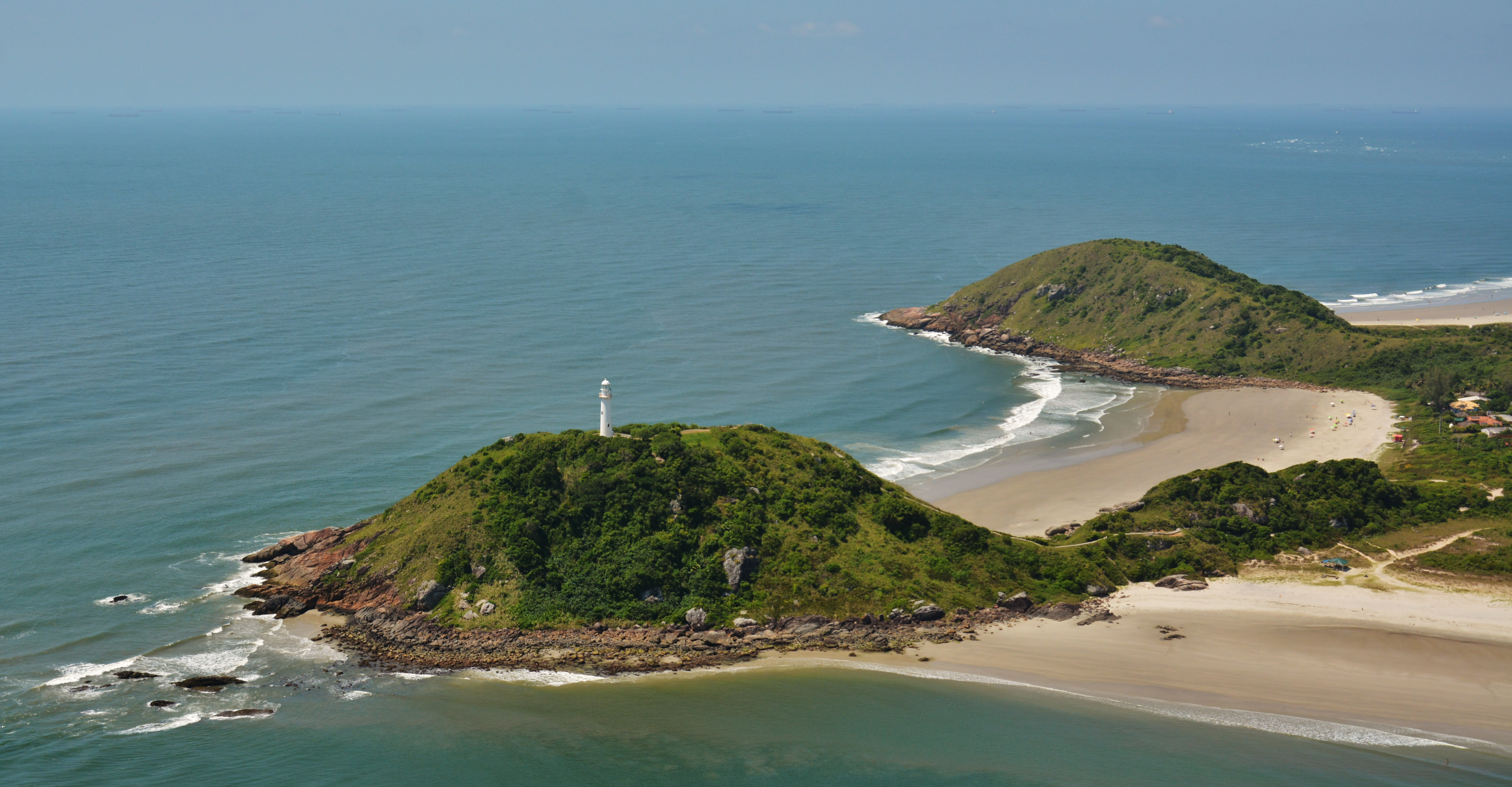
Die Lage des Leuchtturms auf der Ponta das Conchas

Der Leuchtturm ist auf Anordnung von Dom Pedro II. auf der östlichsten Landzunge der Ilha do Mel, der Ponta das Conchas, errichtet worden. Das 17,6 Meter hohe Bauwerk ist aus Gusseisen und wurde von einem Betrieb in Glasgow vorgefertigt. Nach dem Aufbau auf der Ponta das Conchas ging das Leuchtfeuer am 25. März 1872 in Betrieb. Es wird heute mit Photovoltaik betrieben und die Kennung besteht aus einem weißen Blitz mit einer Wiederkehr von zehn Sekunden (Fl.W.10s).
Der Farol das Conchas steht in einem Naturschutzgebiet und ist ein beliebter Aussichtspunkt, wobei der Turm selbst nicht besichtigt werden kann. 1997 wurde am Leuchtturm der Film A Ostra e o Vento (deutsch Die Auster und der Wind) gedreht.